# Bergskrikuv
Bergskrikuv (Megascops roraimae) är en fågel i familjen ugglor inom ordningen ugglefåglar.

## Utseende och läte
Bergskrikuven är en liten och kryptiskt tecknad skrikuv med gula ögon. Fjäderdräkten varierar från gråbrun till rödaktig. Den kan svårligen skiljas från närmaste släktingarna, men är i större delen av utbredningsområdet och i sin levnadsmiljö den enda skrikuven. Sången består av en spinnande drill som ofta kan misstas för en padda eller en insekt.

## Utbredning och systematik
Bergskrikuven förekommer i skilda områden i norra Sydamerika. Den delas in i fem underarter med följande utbredning:
- Megascops roraimae roraimae – tepuis i södra Venezuela, södra Guyana, Surinam och närliggande Brasilien
- napensis-gruppen
  - Megascops roraimae napensis – Andernas förberg i Venezuela, östra Colombia och östra Peru
  - Megascops roraimae pallidus – kustnära berg i norra Venezuela
  - Megascops roraimae helleri – tropiska östra Peru
  - Megascops roraimae bolivianus – tropiska norra Bolivia (Cochabamba)

Vissa inkluderar helleri och bolivianus i napensis. Tidigare urskildes napensis (inklusive helleri och bolivianus) som en egen art, "naposkrikuv", men studier visar att den inte skiljer sig särskilt mycket från roraimae, som då kallades "roraimaskrikuv". Bergskrikuven kategoriseras av vissa som underart till Megascops guatemalae alternativt Megascops vermiculatus när den senare urskiljs ur den förra.

## Levnadssätt
Bergskrikuven hittas i skogar i låglänta områden och förberg. Där tenderar den att hålla sig väl dold i undervegetationen.

## Status
IUCN erkänner den inte som art, varför den inte placeras i någon hotkategori.